# Sukanegara (Gunung Kencana)
Sukanegara is een bestuurslaag in het regentschap Lebak van de provincie Banten, Indonesië. Sukanegara telt 2284 inwoners (volkstelling 2010).